# Eva-Brigitte Rudolph-Heger
Eva-Brigitte Rudolph-Heger (* 5. August 1934 in Hannover) ist eine deutsche Politikerin (CDU). Sie war von 1976 bis 1982 Mitglied des Landtages von Niedersachsen.
Eva-Brigitte Rudolph-Heger besuchte die St. Ursula-Schule Hannover. Nach dem Abitur studierte sie Rechts- und Staatswissenschaften an der Universität Göttingen. Ihre Dissertation handelte über das Völkerrecht. Ab 1962 arbeitete sie als selbstständige Rechtsanwältin. Zunächst war sie in Hannover tätig, ab 1966 im benachbarten Laatzen. Ab 1971 war sie dort auch als Notarin tätig. Innerhalb der CDU hatte sie verschiedene Ämter inne. Sie war Mitglied des Bundesvorstandes der Frauenvereinigung der CDU. Nach Anfängen als Ratsmitglied der Stadt Laatzen wurde sie in den Niedersächsischen Landtag gewählt, dem sie in der achten und neunten Wahlperiode vom 12. Mai 1976 bis zum 20. Juni 1982 angehörte. Sie war in beiden Wahlperioden Mitglied des Ausschusses für Rechts- und Verfassungsfragen.